# 木村清松
木村 清松（きむら せいまつ、1874年4月7日 - 1958年1月14日）は、日本の巡回伝道者、牧師。ナイアガラの滝を「自分のお父さんのものだ」と言ったことで話題になった。「キリストに虜われし清松」と呼ばれていた。伝記を書いた岩村清四郎は実弟。

## 生涯

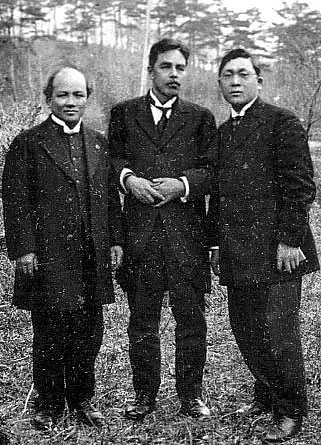
中田重治、内村鑑三、木村清松、再臨運動を始めた頃、1918頃

1874年、新潟県五泉町（現：五泉市）に地酒の醸造業者の家に生まれる。1889年、村松高等小学校を卒業する。1890年、北越学館に入学する。1891年1月11日に堀貞一により日本基督教会新潟第一基督教会（現・日本基督教団新潟教会）で洗礼を受ける。1892年、仙台の東北学院に入学する。
1894年6月に渡米する。1895年、アメリカで救世軍に入隊して、士官学校に入隊するが、神学上の問題で8ヶ月で辞める。メソジストのジャパニーズ・ミッションという寄宿舎に入舎して、アンフレス夫人に英語個人教師をしてもらう。同じ、教師に森永太一郎と松岡洋右が師事していた。1896年、M・C・ハリスの紹介で、太平洋大学に入学する。1899年にムーディー聖書学院に入学する。1901年に按手礼を受ける。
1902年3月に帰国して、9月に結婚する。1905年、満州で伝道し、その後世界一周して帰国する。1914年、千人伝道のために渡米する。1916年に郷里に五泉教会を設立する。1918年、中田重治、内村鑑三らと一緒に、再臨運動を始める。
1924年より日本組合基督教会の天満教会の牧師になり、1937年まで務める。1930年、妻の亀井が死去するが、翌年9月に再婚する。1958年1月14日死去。多磨霊園に埋葬される。

## 逸話
1908年にアメリカのバファロー市の教会で説教に招かれた後、ナイアガラ瀑布を見物に言ったとき、米国人からが「こんな大きな滝は日本にはないでしょう」といわれたのに対して、「ナイアガラの滝は、俺のお父っさんが創ったのだ。」と語った。帰りに電車の停留所でも同じ内容で伝道したことが、デトロイトの新聞に載り、「この日本人はナイヤガラの持ち主である」と誇大に書かれた。そのことで有名になり、「ナイヤガラの持ち主の息子」の講演会をアメリカ各地で行った。

## 作詞
- 『聖書めいもくづくし』--鉄道唱歌の旋律で聖書の66巻の題名を覚える歌。